# 彼得·法尔科尼奥谋杀案
彼得·法尔科尼奥（英語：Peter Falconio）是一名英國遊客，他於2001年7月14日晚上在澳大利亞北領地巴罗克里克附近的斯圖爾特公路的偏遠路段失踪，當時他正和女友乔安妮·利斯一起旅行。
受背包客謀殺案影响，此案迅速引起了國內外公眾和法律界的廣泛關注。法尔科尼奥失踪時年僅28歲。他的屍體從未被發現，他現在已经宣告死亡。2005年12月13日， 布拉德利·約翰·默多克因谋杀法尔科尼奥而被判處無期徒刑。

## 背景

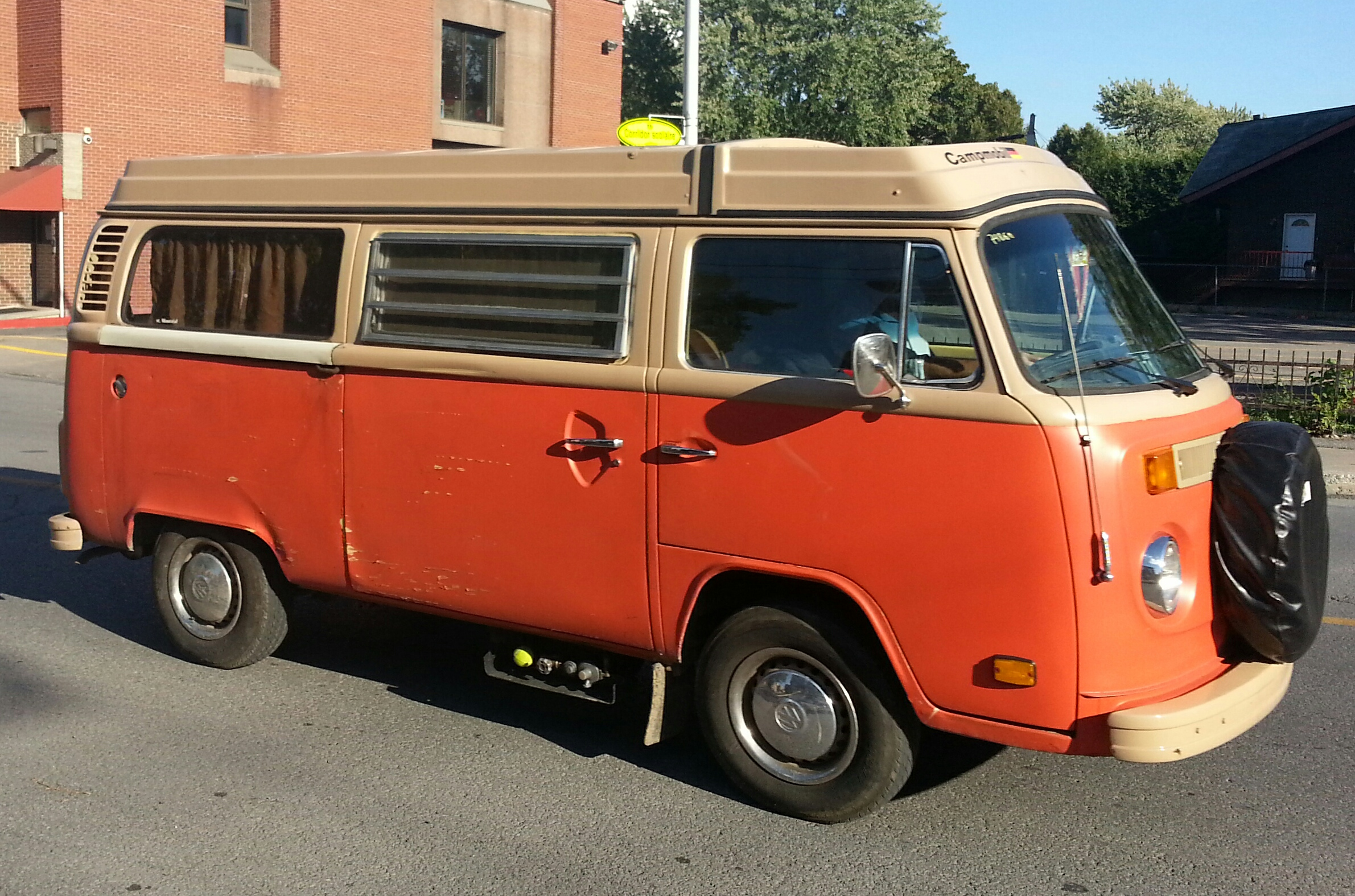
一辆橙色的大众T2 Kombi露营车，类似于法尔科尼奥和利斯所驾驶的那辆

彼得·马尔科·法尔科尼奥（1972年9月20日出生）是家中四个儿子中的第三个，家住英国西约克郡赫普沃思。1996年，他在一家夜店认识了乔安妮·利斯（1973年出生），两人随后开始交往。次年，利斯搬到布赖顿与法尔科尼奥同住，当时他在布萊頓大學就读。
2000年11月15日，两人启程前往尼泊尔、新加坡、马来西亚、泰国、柬埔寨和澳大利亚旅行（虽然背包客谋杀案、亚瑟港枪击案，以及奇尔德斯宫背包客旅社火灾的新闻让家人对这段旅行感到担忧）。到2001年1月16日，他们已持工作假期签证抵达悉尼，并于6月25日开启了一次自驾旅行，计划从悉尼出发，途经堪培拉、墨尔本、阿德莱德、达尔文，最终到布里斯班。
2001年7月14日星期六晚上7点半左右，两人驾驶橙色Kombi露营车沿斯圖爾特公路行驶，目的地是魔鬼大理石。法尔科尼奥开车，利斯坐在副驾驶。两人注意到有一辆车自从在巴罗克里克的一家加油站之后就一直尾随他们，并以为对方很快会超车。然而，当那辆装有绿色车篷的白色丰田四驱车驶近时，司机激动地示意他们停车。法尔科尼奥停下车并与那名男子交谈，对方解释说他看到露营车的排气管冒出火花。
法尔科尼奥与该男子一同前往车辆后部查看时，利斯坐到了驾驶座，准备启动引擎。她随后听到车后传来一声巨响，几秒钟后，那名男子出现在车窗旁，手持银色手枪。枪手爬进车内，利斯让他用黑色尼龙扎带绑住双手，但在绑脚和封口时奋力反抗。她随后被拖向丰田车（注意对方带着一只狗），但因为担心遭到强奸，便抓住枪手疑似搬运法尔科尼奥尸体时分心的机会，成功逃入灌木丛中。枪手曾三次开车经过搜寻利斯，但她一直躲藏，最终于凌晨12:35拦下一辆汽車列車，车上的司机和副驾驶将她带回了巴罗克里克。

## 调查

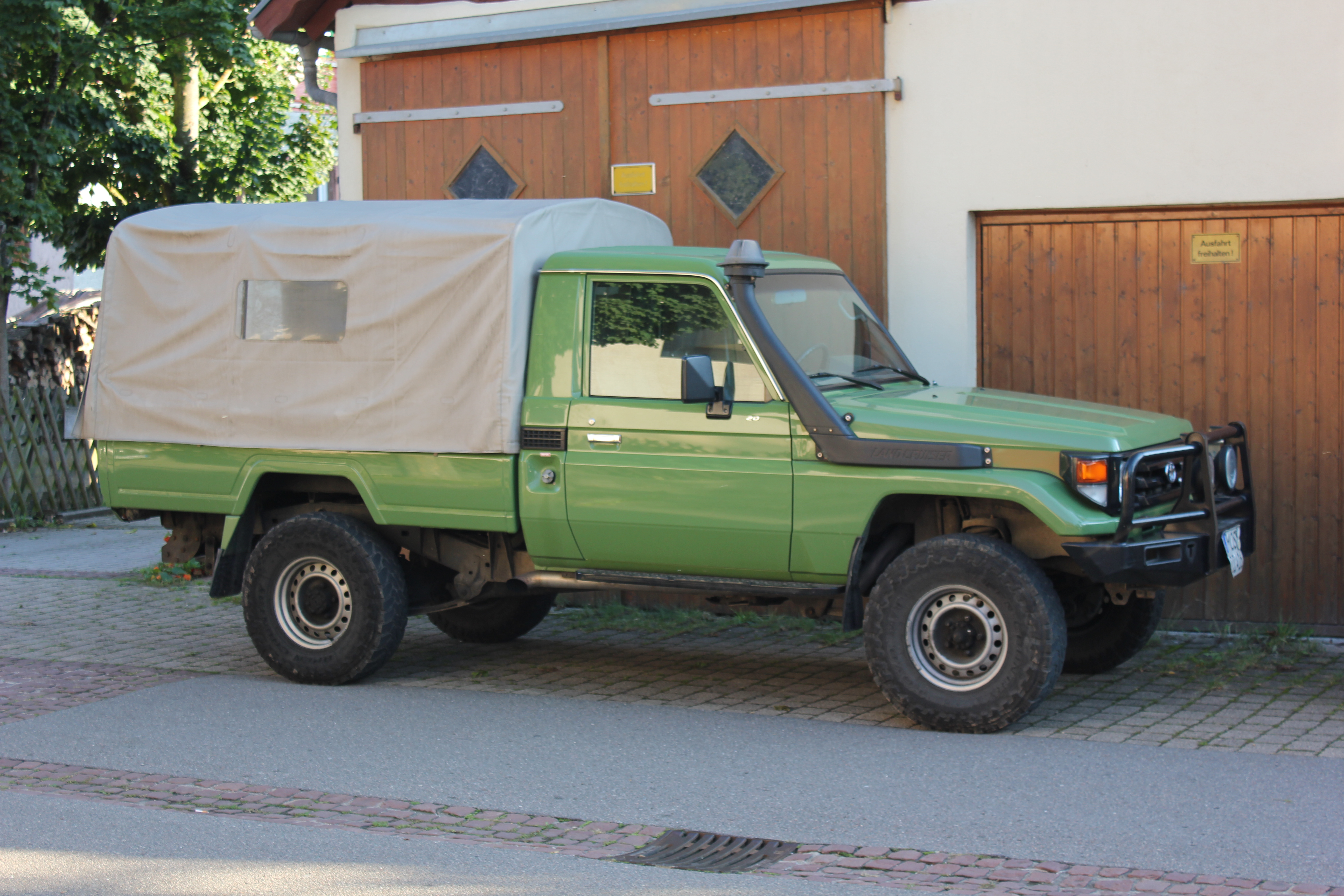
一辆带有车篷的丰田陆地巡洋舰皮卡车，类似于布拉德利·默多克所使用的那辆

凌晨1点30分左右，愛麗斯泉警察局接到报警，约于凌晨4点20分到达现场进行证据收集与证人问讯，并于早上7点（由汽車列車司机陪同）开始搜寻法尔科尼奥、那辆丰田四驱车以及枪手。回到案发现场后，警方发现了一滩被尘土覆盖的血迹以及这对情侣的Kombi露营车，被藏在离路边约80米的灌木丛中。直到营救发生八小时后，警方才在该地可能通行的12条出口道路上设立路障。随后的几个月里，警方对该地进行了搜查，但除了利斯留下的脚印，几乎未发现有价值的线索。几天后，来自附近原住民聚落的四位追踪专家赶来支援，但他们也未能发现法尔科尼奥或枪手的踪迹。
由于袭击方式不同寻常，加之缺乏能佐证案件的关键物证（如法尔科尼奥的物品或尸体），警方花了几天时间才意识到案件的严重性。然而，因曾发生背包客谋杀案，媒体迅速将利斯的经历渲染为在极端恐怖的犯罪中幸存下来的故事。然而，利斯在接下来的几周中的陈述和表现存在不一致之处（如嫌疑人面貌拼图、所使用的车辆或狗的准确类型，以及据称来自愛麗斯泉一处加油站的监控录像），引发了人们对她所述事件真实性的质疑，与曾经的阿扎里亚·张伯伦案相似（媒體審判导致的冤案，母亲声称女婴被野狗叼走，但大众认为故事过于牵强且行为表现不似典型的丧子之痛）。当局悬赏25万澳元征集线索，但关于法尔科尼奥案的唯一新证据是利斯T恤上的一处不明身份男性DNA痕迹，以及在绑缚用的扎带和Kombi挡杆上发现的相关DNA。
警方原本希望公布的监控录像能促使画面中的男子现身，以排除嫌疑。但此人始终未现身，调查人员便开始锁定注册在案的1991年至1999年款豐田陸地巡洋艦四驱车的车主，并调查录像中由来电者指认的36名男子。基于上述调查结果，警方于2001年11月1日在布鲁姆讯问了布拉德利·约翰·默多克，不过当时利斯的描述未能立即与他对应上，警方也未采集DNA样本。2002年5月17日，调查人员抓获了默多克的毒品交易同伙，后者开始透露他与此案有关的细节，同时默多克哥哥的DNA比对也支持他涉案的可能。随后，默多克潜逃，但于2002年8月22日被南澳大利亚警方因另一起绑架与袭击案逮捕。

## 谋杀案审判
被引渡后，默多克于2005年4月出庭接受初步听证。正式审判于同年10月17日在北领地达尔文的最高法院开庭。为了应对这场审判及大量媒体记者的报导需求，达尔文法院大楼进行了价值90万澳元的翻新工程。审判由北领地首席大法官布莱恩·罗斯·马丁御用大律師（Brian Ross Martin QC）主持。默多克对谋杀法尔科尼奥、袭击及绑架利斯未遂的指控不认罪。
利斯早在2002年11月透过警方提供的照片认出了默多克，并于2005年10月18日庭审中当面指认他。她向法庭表示，袭击她的人将她双手反绑在背后，并用麻袋套住她的头，将她强行塞进他的皮卡车里，并描述他如何将她从前座夹缝处推进车后座。利斯称自己随后从车中逃出，躲进黑暗中，在灌木下藏身，而默多克则用手电筒寻找她。追踪专家在现场未发现除利斯以外的其他脚印。
证据表明，默多克在谋杀发生时的时间与行踪均与他可能出现在巴罗克里克地区的情况相吻合。专家证词指出，监控录像中于凌晨12:38出现在加油站的男子正是默多克。这一证据后被默多克的父亲及其生意伙伴詹姆斯·赫尔皮（James Helpi）所证实。警方还在袭击中使用的自制手铐上发现了默多克的DNA。此外，利斯T恤上的DNA样本也与他吻合，使得他被正式控以谋杀罪。鉴定结果显示，这段DNA“归属默多克的可能性比其他任何人高出150千万亿倍”。在法尔科尼奥与利斯乘坐的Kombi车档杆上也发现了默多克的DNA。案件中，作案者將该車開進了灌木叢中。
默多克的辩护方在审判中辩称，DNA可能是他在案件发生前，于爱丽斯泉的“红公鸡”餐厅用餐时不慎留下的血迹，或是被他人伪造植入的。另有一些DNA样本因被污染而未被采纳为证据。默多克声称自己曾在那家餐厅为自己和狗买鸡吃。而在初步听证过程中，利斯曾提到她和法尔科尼奥曾在红公鸡餐厅停留。
一些目击者称曾在法尔科尼奥失踪后一周，在加油站见过他。但检察官雷克斯·怀尔德 御用大律師（Rex Wild QC）否认了这些说法，指出证词间存在诸多矛盾，特别是在目击者对髮色的描述上。他补充，警方曾追查这些线索，但都无果。尽管进行了“澳大利亚史上最彻底的一次警方调查”，但是法尔科尼奥的尸体至今仍未找到。
2005年12月13日，陪审团一致裁定默多克罪名成立，他被判無期徒刑，28年内不得假释。他还因对利斯的袭击被定罪。判决公布后，公众才得知默多克曾在数年前被控在南澳大利亚州对一对母女实施严重性侵，但当时被判無罪。

## 上诉
2006年12月12日，默多克就其無期徒刑判决向北领地最高法院提出上訴。他的律师提出了八项上诉理由。默多克声称，利斯的证词受到了污染，因为她在警方讯问前曾在互联网上看到过他的照片，以及一篇将他与谋杀案联系起来的报道。2007年1月10日，北领地刑事上诉法院驳回了所有上诉请求。
随后，默多克向澳洲高等法院申请特别上诉许可。但在2007年6月21日，高院拒绝了这一申请。在澳大利亚司法系统下，这意味着默多克已经用尽了所有上诉途径。在高院拒绝其特别上诉许可后，媒体曾猜测他可能还会再次上诉。他确实在2013年又向北领地刑事上诉法院发起了新的上诉。

### 后续发展
2006年4月，《公报》（The Bulletin）报道称，默多克在看押期间曾拒绝食用鸡肉，声称自己对此过敏。他在达尔文贝里马最高戒备监狱持有一份医疗证明，并获指派一位监狱营养师为其制定特殊菜单，明确要求永不提供鸡肉。但这与他在审判中的辩护自相矛盾——他曾称自己的DNA可能是在购买鸡肉时转移到利斯的衣服上的。
2007年8月中旬，澳大利亚部分媒体猜测，默多克可能会透露法尔科尼奥遗体的下落。媒体指出，默多克对贝里马监狱的关押条件感到不满，可能会以透露尸体所在地作为交换条件，要求转押至西澳大利亚州监狱，更何况其上诉途径已经耗尽。不过默多克本人否认了这一说法。
作家基思·艾伦·诺布尔（Keith Allan Noble）坚称默多克无罪，并悬赏2.5万英镑，奖励任何能证明法尔科尼奥仍然活着的人。他于2011年出版的书籍《找到！法尔科尼奥》（Find! Falconio）中称这是“一场陪审团被谎言误导、在压力下做出裁决、并最终酿成严重司法不公的作秀公审”。然而，诺布尔的著作（包括有关亚瑟港枪击案的部分）被多位记者称为陰謀論。
2017年4月，《北领地新闻》（NT News）收到一封匿名信，声称默多克曾“肢解[法尔科尼奥]的尸体”，并将其放入两个大袋中。信中还称，一位同伙被要求将尸体溶解于酸液中，并弃置于珀斯的天鵝河中，但此人最终将尸体袋带过傑拉爾頓，在偏远地区未打开就直接埋藏。该报随后将信件交给北领地警方，警方表示正在审视信件。

## 媒体
2005年，在默多克的审判仍在进行时，电影《狼溪》在澳大利亚上映。由于该片宣传为“基于真实事件”，北领地法院认为可能影响案件审理结果，遂颁布禁制令禁止该片在北领地上映。然而，这部电影的灵感其实还来源于澳大利亚其他谋杀案，如背包客谋杀案等。
乔安妮·利斯曾同意接受马丁·巴希尔的一次电视采访，并于稍后在澳大利亚播出，她因此获得了5万英镑报酬。她后来在法庭上表示，她之所以接受采访，是希望提高公众对法尔科尼奥谋杀案的关注度，因为她认为公众对该案的关注度已减弱。
利斯还撰写了自传《无路可退》（No Turning Back），讲述自己的生活。2006年10月，她回到英国为新书举办发布会，该书于10月2日和3日以连载形式刊登在《泰晤士报》。同年10月10日，BBC新闻24对她进行了采访。
2007年3月，澳大利亚第十频道播出了一部基于利斯视角制作的文獻紀錄片《乔安妮·利斯：内地谋杀案》（Joanne Lees: Murder in the Outback），女主角利斯由喬安·佛洛格饰演，法尔科尼奥则由劳伦斯·布鲁尔斯（Laurence Breuls）饰演。该剧于2007年4月8日在英国ITV1频道播出，2007年6月10日在新西兰TV One播出，2009年1月12日在德国RTL 2频道播出。该案还于2017年1月28日被“Casefile True Crime Podcast”播客节目报道。
2020年6月，英国第四台与澳大利亚第七频道联合播出了一部四集纪录片系列《内地谋杀案：法尔科尼奥与利斯之谜》（Murder in the Outback: The Falconio and Lees Mystery）。